# Žitarka
Žitarka je naseljeno mjesto u Republici Hrvatskoj u Zagrebačkoj županiji.

## Zemljopis
Administrativno je u sastavu grada Svete Nedelje. Naselje se proteže na površini od 2,64 km². 

## Stanovništvo
Prema popisu stanovništva iz 2011. godine u Žitarci stanuje 239 stanovnika,a ima 71 kućanstava prema popisu iz 2001. Gustoća naseljenosti iznosi 90,52 st./km².
| broj stanovnika |       |       |       |       |       |       |       |       |       | 60    | 142   | 183   | 199   | 233   | 241   | 239   | 262   |
|                 | 1857. | 1869. | 1880. | 1890. | 1900. | 1910. | 1921. | 1931. | 1948. | 1953. | 1961. | 1971. | 1981. | 1991. | 2001. | 2011. | 2021. |